# داده FAIR

داده FAIR داده‌ای است که اصول یافت‌پذیری، دسترس‌پذیری، هم‌کنش‌پذیری، و قابلیت استفاده مجدد را رعایت کند. کنسرسیومی از دانشمندان و سازمان‌ها در سال ۲۰۱۶ در مقاله‌ای «اصول راهنمای FAIR برای مدیریت داده‌های علمی و سرپرستی» را برای داده‌های علمی منتشر کردند و از FAIR به عنوان مخفف برای مفاهیم به کار رفته در این اصول استفاده کردند.

## اصول FAIR

### ّF: یافت‌پذیری
اولین قدم در استفاده از داده‌ها یافتن آنهاست. یافتن فراداده و داده‌ها باید برای انسان و کامپیوتر آسان باشد.
F1 به داده‌ها (فراداده‌ها) یک شناسه جهانی و منحصر به فرد اختصاص داده می‌شود
F2 داده‌ها با فراداده غنی توصیف می‌شوند (که در R1 در زیر تعریف شده‌است)
F3 فراداده‌ها به وضوح و مشخصاً شناسه داده‌هایی را که توصیف می‌کنند شامل می‌شوند
F4 (فراداده‌ها) داده‌ها در یک منبع قابل جستجو ثبت یا نمایه می‌شوند

### A: دسترس‌پذیری
هنگامی که کاربر داده‌های مورد نیاز را پیدا کرد، باید بداند چگونه می‌توان به آنها دسترسی داشت، از جمله اصالت‌سنجی و مجوز استفاده.
A1 داده‌ها (فراداده‌ها) توسط شناسه آنها با استفاده از یک پروتکل ارتباطی استاندارد قابل بازیابی هستند
A1.1 پروتکل باز، آزاد و به‌طور جهانی قابل اجرا است
A1.2 پروتکل امکان اصالت‌سنجی و کسب اجازه را در صورت لزوم فراهم می‌کند
A2 فراداده در دسترس است، حتی وقتی داده دیگر در دسترس نباشد

### I: هم‌کنش‌پذیری
داده‌ها معمولاً باید با داده‌های دیگر ادغام شوند. علاوه بر این، داده‌ها باید با برنامه‌ها و گردش کار تجزیه و تحلیل داده‌ها، ذخیره‌سازی و پردازش ارتباط برقرار کنند.
I1 داده‌ها (فراداده‌ها) از زبان رسمی، در دسترس، مشترک و کاملاً کاربردی برای نمایش دانش استفاده می‌کنند.
I2 داده‌ها (فراداده‌ها) از واژگانی استفاده می‌کنند که از اصول FAIR پیروی می‌کنند
I3 داده‌ها (فراداده‌ها) شامل ارجاع واجد شرایط به داده‌های دیگر است

### R: قابلیت استفاده مجدد
هدف نهایی FAIR بهینه‌سازی استفاده مجدد از داده‌ها است. برای دستیابی به این هدف، فراداده‌ها و داده‌ها باید به خوبی توصیف شوند تا بتوانند در تنظیمات مختلف تکرار یا ترکیب شوند.
R1 فراداده‌ها (داده‌ها) با انبوهی از ویژگی‌های دقیق و مرتبط به‌طور غنی توصیف می‌شوند
R1.1 فراداده‌ها (داده‌ها) با پروانه آزاد منتشر شوند
R1.2 فراداده‌ها (داده‌ها) با منشأ دقیق همراه هستند
R1.3 فراداده‌ها (داده‌ها) با استانداردهای انجمن مربوط به دامنه مطابقت دارند
اصول FAIR به سه نوع موجودیت اشاره دارد: داده (یا هر شی دیجیتالی)، فراداده (اطلاعات مربوط به آن شی دیجیتالی) و زیرساخت‌ها. به عنوان مثال، اصل F4 تعریف می‌کند که هر دو فراداده و داده‌ها در یک منبع قابل جستجو (مولفه زیرساخت) ثبت یا نمایه می‌شوند.